# 1769
Portal Geschichte | Portal Biografien | Aktuelle Ereignisse | Jahreskalender | Tagesartikel

◄ |
17. Jahrhundert |
18. Jahrhundert
| 19. Jahrhundert | ►

◄ |
1730er |
1740er |
1750er |
1760er
| 1770er | 1780er | 1790er | ►

◄◄ |
◄ |
1765 |
1766 |
1767 |
1768 |
1769
| 1770 | 1771 | 1772 | 1773 | ► | ►►
Staatsoberhäupter  · Nekrolog · Kunstjahr · Literaturjahr · Musikjahr
| Januar | Januar | Januar | Januar | Januar | Januar | Januar | Januar |
| Kw     | Mo     | Di     | Mi     | Do     | Fr     | Sa     | So     |
| ------ | ------ | ------ | ------ | ------ | ------ | ------ | ------ |
| 52     |        |        |        |        |        |        | 1      |
| 1      | 2      | 3      | 4      | 5      | 6      | 7      | 8      |
| 2      | 9      | 10     | 11     | 12     | 13     | 14     | 15     |
| 3      | 16     | 17     | 18     | 19     | 20     | 21     | 22     |
| 4      | 23     | 24     | 25     | 26     | 27     | 28     | 29     |
| 5      | 30     | 31     |        |        |        |        |        |

| Februar | Februar | Februar | Februar | Februar | Februar | Februar | Februar |
| Kw      | Mo      | Di      | Mi      | Do      | Fr      | Sa      | So      |
| ------- | ------- | ------- | ------- | ------- | ------- | ------- | ------- |
| 5       |         |         | 1       | 2       | 3       | 4       | 5       |
| 6       | 6       | 7       | 8       | 9       | 10      | 11      | 12      |
| 7       | 13      | 14      | 15      | 16      | 17      | 18      | 19      |
| 8       | 20      | 21      | 22      | 23      | 24      | 25      | 26      |
| 9       | 27      | 28      |         |         |         |         |         |

| März | März | März | März | März | März | März | März |
| Kw   | Mo   | Di   | Mi   | Do   | Fr   | Sa   | So   |
| ---- | ---- | ---- | ---- | ---- | ---- | ---- | ---- |
| 9    |      |      | 1    | 2    | 3    | 4    | 5    |
| 10   | 6    | 7    | 8    | 9    | 10   | 11   | 12   |
| 11   | 13   | 14   | 15   | 16   | 17   | 18   | 19   |
| 12   | 20   | 21   | 22   | 23   | 24   | 25   | 26   |
| 13   | 27   | 28   | 29   | 30   | 31   |      |      |

| April | April | April | April | April | April | April | April |
| Kw    | Mo    | Di    | Mi    | Do    | Fr    | Sa    | So    |
| ----- | ----- | ----- | ----- | ----- | ----- | ----- | ----- |
| 13    |       |       |       |       |       | 1     | 2     |
| 14    | 3     | 4     | 5     | 6     | 7     | 8     | 9     |
| 15    | 10    | 11    | 12    | 13    | 14    | 15    | 16    |
| 16    | 17    | 18    | 19    | 20    | 21    | 22    | 23    |
| 17    | 24    | 25    | 26    | 27    | 28    | 29    | 30    |

| Mai | Mai | Mai | Mai | Mai | Mai | Mai | Mai |
| Kw  | Mo  | Di  | Mi  | Do  | Fr  | Sa  | So  |
| --- | --- | --- | --- | --- | --- | --- | --- |
| 18  | 1   | 2   | 3   | 4   | 5   | 6   | 7   |
| 19  | 8   | 9   | 10  | 11  | 12  | 13  | 14  |
| 20  | 15  | 16  | 17  | 18  | 19  | 20  | 21  |
| 21  | 22  | 23  | 24  | 25  | 26  | 27  | 28  |
| 22  | 29  | 30  | 31  |     |     |     |     |

| Juni | Juni | Juni | Juni | Juni | Juni | Juni | Juni |
| Kw   | Mo   | Di   | Mi   | Do   | Fr   | Sa   | So   |
| ---- | ---- | ---- | ---- | ---- | ---- | ---- | ---- |
| 22   |      |      |      | 1    | 2    | 3    | 4    |
| 23   | 5    | 6    | 7    | 8    | 9    | 10   | 11   |
| 24   | 12   | 13   | 14   | 15   | 16   | 17   | 18   |
| 25   | 19   | 20   | 21   | 22   | 23   | 24   | 25   |
| 26   | 26   | 27   | 28   | 29   | 30   |      |      |

| Juli | Juli | Juli | Juli | Juli | Juli | Juli | Juli |
| Kw   | Mo   | Di   | Mi   | Do   | Fr   | Sa   | So   |
| ---- | ---- | ---- | ---- | ---- | ---- | ---- | ---- |
| 26   |      |      |      |      |      | 1    | 2    |
| 27   | 3    | 4    | 5    | 6    | 7    | 8    | 9    |
| 28   | 10   | 11   | 12   | 13   | 14   | 15   | 16   |
| 29   | 17   | 18   | 19   | 20   | 21   | 22   | 23   |
| 30   | 24   | 25   | 26   | 27   | 28   | 29   | 30   |
| 31   | 31   |      |      |      |      |      |      |

| August | August | August | August | August | August | August | August |
| Kw     | Mo     | Di     | Mi     | Do     | Fr     | Sa     | So     |
| ------ | ------ | ------ | ------ | ------ | ------ | ------ | ------ |
| 31     |        | 1      | 2      | 3      | 4      | 5      | 6      |
| 32     | 7      | 8      | 9      | 10     | 11     | 12     | 13     |
| 33     | 14     | 15     | 16     | 17     | 18     | 19     | 20     |
| 34     | 21     | 22     | 23     | 24     | 25     | 26     | 27     |
| 35     | 28     | 29     | 30     | 31     |        |        |        |

| September | September | September | September | September | September | September | September |
| Kw        | Mo        | Di        | Mi        | Do        | Fr        | Sa        | So        |
| --------- | --------- | --------- | --------- | --------- | --------- | --------- | --------- |
| 35        |           |           |           |           | 1         | 2         | 3         |
| 36        | 4         | 5         | 6         | 7         | 8         | 9         | 10        |
| 37        | 11        | 12        | 13        | 14        | 15        | 16        | 17        |
| 38        | 18        | 19        | 20        | 21        | 22        | 23        | 24        |
| 39        | 25        | 26        | 27        | 28        | 29        | 30        |           |

| Oktober | Oktober | Oktober | Oktober | Oktober | Oktober | Oktober | Oktober |
| Kw      | Mo      | Di      | Mi      | Do      | Fr      | Sa      | So      |
| ------- | ------- | ------- | ------- | ------- | ------- | ------- | ------- |
| 39      |         |         |         |         |         |         | 1       |
| 40      | 2       | 3       | 4       | 5       | 6       | 7       | 8       |
| 41      | 9       | 10      | 11      | 12      | 13      | 14      | 15      |
| 42      | 16      | 17      | 18      | 19      | 20      | 21      | 22      |
| 43      | 23      | 24      | 25      | 26      | 27      | 28      | 29      |
| 44      | 30      | 31      |         |         |         |         |         |

| November | November | November | November | November | November | November | November |
| Kw       | Mo       | Di       | Mi       | Do       | Fr       | Sa       | So       |
| -------- | -------- | -------- | -------- | -------- | -------- | -------- | -------- |
| 44       |          |          | 1        | 2        | 3        | 4        | 5        |
| 45       | 6        | 7        | 8        | 9        | 10       | 11       | 12       |
| 46       | 13       | 14       | 15       | 16       | 17       | 18       | 19       |
| 47       | 20       | 21       | 22       | 23       | 24       | 25       | 26       |
| 48       | 27       | 28       | 29       | 30       |          |          |          |

| Dezember | Dezember | Dezember | Dezember | Dezember | Dezember | Dezember | Dezember |
| Kw       | Mo       | Di       | Mi       | Do       | Fr       | Sa       | So       |
| -------- | -------- | -------- | -------- | -------- | -------- | -------- | -------- |
| 48       |          |          |          |          | 1        | 2        | 3        |
| 49       | 4        | 5        | 6        | 7        | 8        | 9        | 10       |
| 50       | 11       | 12       | 13       | 14       | 15       | 16       | 17       |
| 51       | 18       | 19       | 20       | 21       | 22       | 23       | 24       |
| 52       | 25       | 26       | 27       | 28       | 29       | 30       | 31       |

| Januar | Januar | Januar | Januar | Januar | Januar | Januar | Januar |
| Kw     | Mo     | Di     | Mi     | Do     | Fr     | Sa     | So     |
| ------ | ------ | ------ | ------ | ------ | ------ | ------ | ------ |
| 52     |        |        |        |        |        |        | 1      |
| 1      | 2      | 3      | 4      | 5      | 6      | 7      | 8      |
| 2      | 9      | 10     | 11     | 12     | 13     | 14     | 15     |
| 3      | 16     | 17     | 18     | 19     | 20     | 21     | 22     |
| 4      | 23     | 24     | 25     | 26     | 27     | 28     | 29     |
| 5      | 30     | 31     |        |        |        |        |        |

| Februar | Februar | Februar | Februar | Februar | Februar | Februar | Februar |
| Kw      | Mo      | Di      | Mi      | Do      | Fr      | Sa      | So      |
| ------- | ------- | ------- | ------- | ------- | ------- | ------- | ------- |
| 5       |         |         | 1       | 2       | 3       | 4       | 5       |
| 6       | 6       | 7       | 8       | 9       | 10      | 11      | 12      |
| 7       | 13      | 14      | 15      | 16      | 17      | 18      | 19      |
| 8       | 20      | 21      | 22      | 23      | 24      | 25      | 26      |
| 9       | 27      | 28      |         |         |         |         |         |

| März | März | März | März | März | März | März | März |
| Kw   | Mo   | Di   | Mi   | Do   | Fr   | Sa   | So   |
| ---- | ---- | ---- | ---- | ---- | ---- | ---- | ---- |
| 9    |      |      | 1    | 2    | 3    | 4    | 5    |
| 10   | 6    | 7    | 8    | 9    | 10   | 11   | 12   |
| 11   | 13   | 14   | 15   | 16   | 17   | 18   | 19   |
| 12   | 20   | 21   | 22   | 23   | 24   | 25   | 26   |
| 13   | 27   | 28   | 29   | 30   | 31   |      |      |

| April | April | April | April | April | April | April | April |
| Kw    | Mo    | Di    | Mi    | Do    | Fr    | Sa    | So    |
| ----- | ----- | ----- | ----- | ----- | ----- | ----- | ----- |
| 13    |       |       |       |       |       | 1     | 2     |
| 14    | 3     | 4     | 5     | 6     | 7     | 8     | 9     |
| 15    | 10    | 11    | 12    | 13    | 14    | 15    | 16    |
| 16    | 17    | 18    | 19    | 20    | 21    | 22    | 23    |
| 17    | 24    | 25    | 26    | 27    | 28    | 29    | 30    |

| Mai | Mai | Mai | Mai | Mai | Mai | Mai | Mai |
| Kw  | Mo  | Di  | Mi  | Do  | Fr  | Sa  | So  |
| --- | --- | --- | --- | --- | --- | --- | --- |
| 18  | 1   | 2   | 3   | 4   | 5   | 6   | 7   |
| 19  | 8   | 9   | 10  | 11  | 12  | 13  | 14  |
| 20  | 15  | 16  | 17  | 18  | 19  | 20  | 21  |
| 21  | 22  | 23  | 24  | 25  | 26  | 27  | 28  |
| 22  | 29  | 30  | 31  |     |     |     |     |

| Juni | Juni | Juni | Juni | Juni | Juni | Juni | Juni |
| Kw   | Mo   | Di   | Mi   | Do   | Fr   | Sa   | So   |
| ---- | ---- | ---- | ---- | ---- | ---- | ---- | ---- |
| 22   |      |      |      | 1    | 2    | 3    | 4    |
| 23   | 5    | 6    | 7    | 8    | 9    | 10   | 11   |
| 24   | 12   | 13   | 14   | 15   | 16   | 17   | 18   |
| 25   | 19   | 20   | 21   | 22   | 23   | 24   | 25   |
| 26   | 26   | 27   | 28   | 29   | 30   |      |      |

| Juli | Juli | Juli | Juli | Juli | Juli | Juli | Juli |
| Kw   | Mo   | Di   | Mi   | Do   | Fr   | Sa   | So   |
| ---- | ---- | ---- | ---- | ---- | ---- | ---- | ---- |
| 26   |      |      |      |      |      | 1    | 2    |
| 27   | 3    | 4    | 5    | 6    | 7    | 8    | 9    |
| 28   | 10   | 11   | 12   | 13   | 14   | 15   | 16   |
| 29   | 17   | 18   | 19   | 20   | 21   | 22   | 23   |
| 30   | 24   | 25   | 26   | 27   | 28   | 29   | 30   |
| 31   | 31   |      |      |      |      |      |      |

| August | August | August | August | August | August | August | August |
| Kw     | Mo     | Di     | Mi     | Do     | Fr     | Sa     | So     |
| ------ | ------ | ------ | ------ | ------ | ------ | ------ | ------ |
| 31     |        | 1      | 2      | 3      | 4      | 5      | 6      |
| 32     | 7      | 8      | 9      | 10     | 11     | 12     | 13     |
| 33     | 14     | 15     | 16     | 17     | 18     | 19     | 20     |
| 34     | 21     | 22     | 23     | 24     | 25     | 26     | 27     |
| 35     | 28     | 29     | 30     | 31     |        |        |        |

| September | September | September | September | September | September | September | September |
| Kw        | Mo        | Di        | Mi        | Do        | Fr        | Sa        | So        |
| --------- | --------- | --------- | --------- | --------- | --------- | --------- | --------- |
| 35        |           |           |           |           | 1         | 2         | 3         |
| 36        | 4         | 5         | 6         | 7         | 8         | 9         | 10        |
| 37        | 11        | 12        | 13        | 14        | 15        | 16        | 17        |
| 38        | 18        | 19        | 20        | 21        | 22        | 23        | 24        |
| 39        | 25        | 26        | 27        | 28        | 29        | 30        |           |

| Oktober | Oktober | Oktober | Oktober | Oktober | Oktober | Oktober | Oktober |
| Kw      | Mo      | Di      | Mi      | Do      | Fr      | Sa      | So      |
| ------- | ------- | ------- | ------- | ------- | ------- | ------- | ------- |
| 39      |         |         |         |         |         |         | 1       |
| 40      | 2       | 3       | 4       | 5       | 6       | 7       | 8       |
| 41      | 9       | 10      | 11      | 12      | 13      | 14      | 15      |
| 42      | 16      | 17      | 18      | 19      | 20      | 21      | 22      |
| 43      | 23      | 24      | 25      | 26      | 27      | 28      | 29      |
| 44      | 30      | 31      |         |         |         |         |         |

| November | November | November | November | November | November | November | November |
| Kw       | Mo       | Di       | Mi       | Do       | Fr       | Sa       | So       |
| -------- | -------- | -------- | -------- | -------- | -------- | -------- | -------- |
| 44       |          |          | 1        | 2        | 3        | 4        | 5        |
| 45       | 6        | 7        | 8        | 9        | 10       | 11       | 12       |
| 46       | 13       | 14       | 15       | 16       | 17       | 18       | 19       |
| 47       | 20       | 21       | 22       | 23       | 24       | 25       | 26       |
| 48       | 27       | 28       | 29       | 30       |          |          |          |

| Dezember | Dezember | Dezember | Dezember | Dezember | Dezember | Dezember | Dezember |
| Kw       | Mo       | Di       | Mi       | Do       | Fr       | Sa       | So       |
| -------- | -------- | -------- | -------- | -------- | -------- | -------- | -------- |
| 48       |          |          |          |          | 1        | 2        | 3        |
| 49       | 4        | 5        | 6        | 7        | 8        | 9        | 10       |
| 50       | 11       | 12       | 13       | 14       | 15       | 16       | 17       |
| 51       | 18       | 19       | 20       | 21       | 22       | 23       | 24       |
| 52       | 25       | 26       | 27       | 28       | 29       | 30       | 31       |

## Ereignisse

### Politik und Weltgeschehen

#### Frankreich

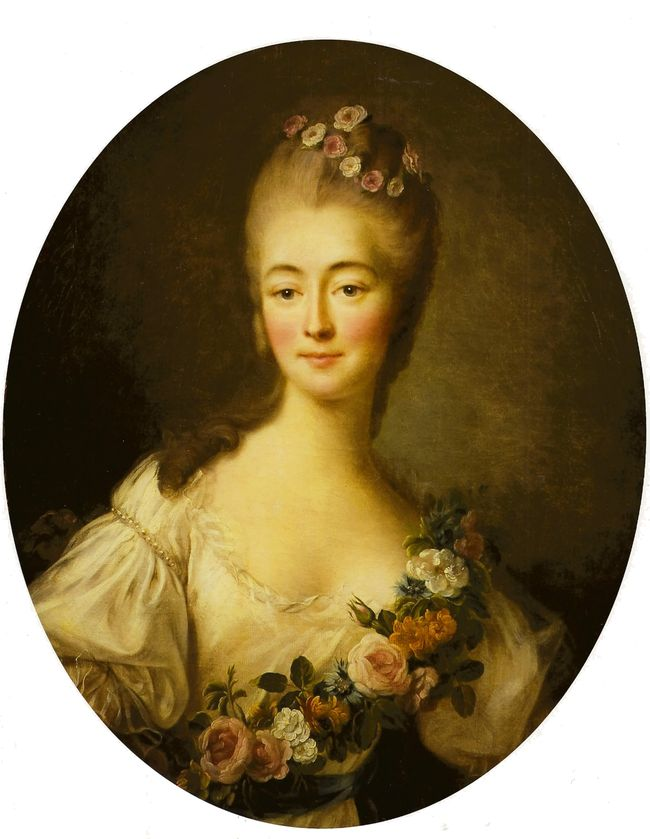
Madame du Barry 1769

- 22. April: Marie-Jeanne Bécu, comtesse du Barry wird dem französischen Hof vorgestellt. Als Mätresse ist sie bald König Ludwig XV. zu Diensten.
- 9. Mai: Die korsischen Widerstandskämpfer unter Pasquale Paoli unterliegen den Franzosen unter Gouverneur Noël de Jourda, comte de Vaux, in der Schlacht bei Ponte Novu. Der Sieg sichert Frankreich den Besitz über die von Genua erworbene Insel. Paoli begibt sich ins Exil nach England. Sein Adjutant Carlo Buonaparte hält den Widerstand auf dem zweithöchsten Berg Korsikas, dem Monte Rotondo, in einer Höhle noch zwei Wochen aufrecht, bis ihm am 23. Mai ein französischer Parlamentär eine Einladung zur Unterhandlung mit Graf Vaux überbringt. In Corte schlägt Graf Vaux ihm und allen Freiheitskämpfern einen Frieden mit Amnestie vor und verspricht, dass Frankreich die korsische Identität schützen und die Lebensweisen und den Wohlstand Korsikas fördern werde. Da seine Frau neuerlich schwanger ist, unterwirft Buonaparte sich und erhält all seine Güter in Ajaccio zurück.

#### Mitteleuropa
- 25. August: Nach anfänglichem Widerstand Maria Theresias kommt es zur Begegnung Friedrichs II. mit Kaiser Joseph II. in Neisse im Jahre 1769.

#### Polen/Russland/Osmanisches Reich

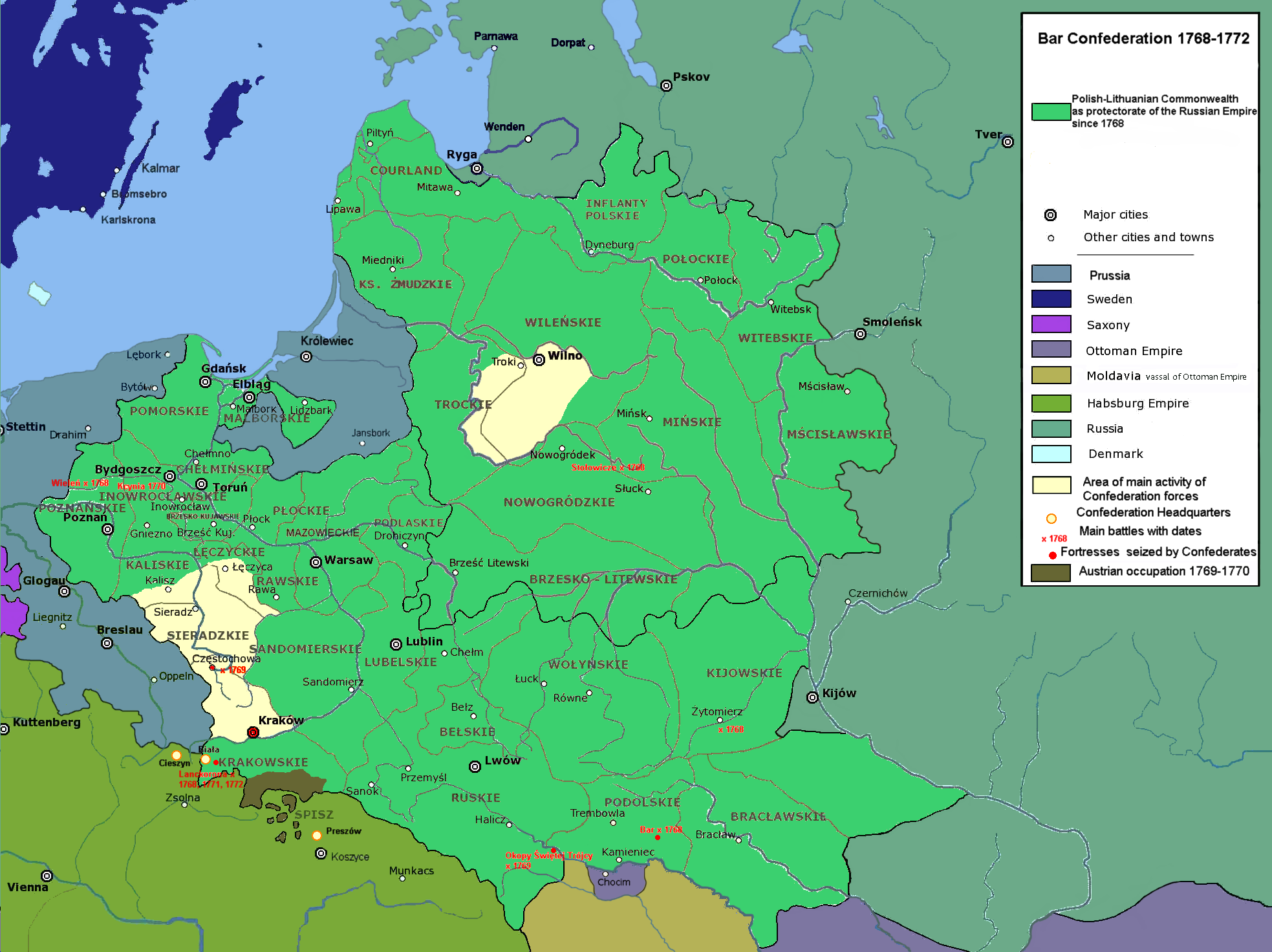
Konföderation von Bar 1768–1772

- Nach anfänglichen Erfolgen wegen des Abzugs russischer Truppen an die türkische Front, erleidet die Konföderation von Bar am 16. Juli bei Białystok und am 13. September bei Orzechowo zwei Niederlagen.
- 17. September: Russische Truppen überschreiten im Russisch-Türkischen Krieg den Dnjestr und marschieren in Moldawien ein. Die Festung Chotyn wird nach einem Sieg eingeschlossen, fast die gesamte osmanische Garnison verweigert nach einer Panik den Waffendienst. Am 7. Oktober besetzen die Russen die moldauische Hauptstadt Jassy und setzen ihren Vormarsch nach Süden in die Walachei fort. Am 17. November wird Bukarest besetzt. Gleichzeitig eröffnen Truppen des russischen Generals Gottlob Curt Heinrich von Tottleben im nördlichen Kaukasus den Krieg. Die Russen rücken bis in den Süden von Georgien vor. Tottleben nimmt eine Reihe von osmanischen Festungen ein und besetzte die Hauptstadt des Fürstentums Imeretien, Kutaissi.

#### Afrika
- 7. Mai: In Äthiopien beginnt mit der Absetzung des Kaisers Joas I. durch Ras Michael Sehul die Ära Zemene Mesafint, die Zeit der Prinzen. Joas wird bereits eine Woche später auf Anweisung Michael Sehuls ermordet. Der neue Kaiser Yohannes II. erleidet bereits am 18. Oktober das gleiche Schicksal. Neuer Negus negest wird der 15-jährige Tekle Haymanot II.
- Mazagan wird nach mehreren Angriffen marokkanischer Truppen von den Spaniern aufgegeben. Damit bleibt nur noch Ceuta als letzter Rest der ehemaligen Algarve jenseits des Meeres.

#### Asien
- 29. März: Der Erste Mysore-Krieg zwischen der Britischen Ostindien-Kompanie und dem Königreich Mysore unter Hyder Ali endet mit einem von letzterem diktierten Verteidigungspakt, der in Madras unterzeichnet wird. Hyder Ali hat damit freie Hand für einen Gegenangriff auf Maratha.
- Der Siamesisch-Birmanische Krieg 1764–1769 endet mit der Vertreibung der Birmanen aus Siam durch König Taksin. Er erobert überdies die abtrünnige Provinz Khorat, einigt damit das siamesische Königreich Thonburi und marschiert kurzfristig in Kambodscha ein.

#### James Cooks erste Südseereise

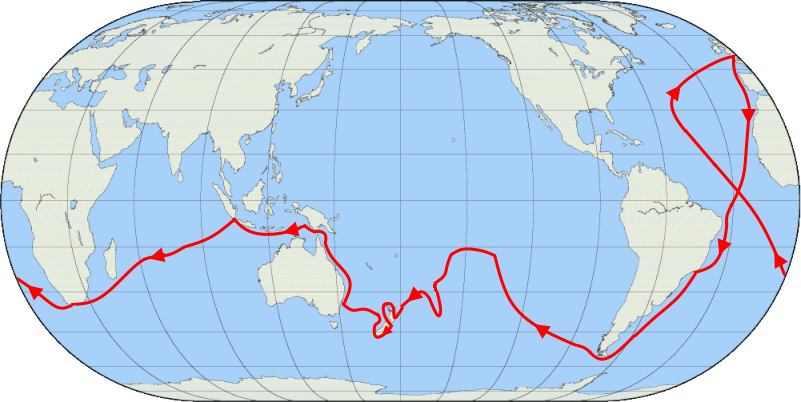
Route der Endeavour bei Cooks erster Weltumrundung

- Anfang Januar: James Cook trifft auf seiner ersten Südseereise in der Bay of Good Success an der Le-Maire-Straße/Feuerland ein. Ende Januar umrundet er mit Glück Kap Hoorn. Ziel der Reise ist es, den Transit der Venus vor der Sonne zu beobachten, der am 3. Juni stattfindet. Dabei soll die Entfernung zwischen der Sonne und der Erde ermittelt werden.
- 13. April: James Cook erreicht Tahiti, die Endeavour ankert in der Endeavour lag in der Matavai-Bucht. Ende Mai ist das Observatorium einsatzbereit und die Mannschaft widmet sich der Erkundung Tahitis.
- Mitte Juli: Die Endeavour verlässt nach erfolgreichen Beobachtungen Tahiti, an Bord befindet sich auch der heimische Priester, Führer und Navigator Tupaia. Die Expedition kreuzt zwischen Tetiaroa, Moorea, Huahine, Bora Bora, Raiatea und verlässt Mitte August die Gesellschaftsinseln mit Südkurs. Anfang Oktober wird Neuseeland gesichtet.
- 7. Oktober: Cooks Schiffsjunge Nicholas Young sichtet als erster Europäer seit 127 Jahren Neuseeland. Zwei Tage später landet die Endeavour auf der Nordinsel Neuseelands. Der erste Landgang und die erste Begegnung mit den Māori führt jedoch zum Tode von sechs Einheimischen während der Begrüßungszeremonie, weil der Haka  von den Briten fehlinterpretiert und als Angriff verstanden wird. Dadurch ist es Cook nicht möglich, die Vorräte der Endeavour aufzustocken und muss seine Reise ohne Proviantergänzung fortsetzen, weshalb er den Ort der Landung als Poverty Bay bezeichnet.
- Cook kartografierte das Land in sechsmonatiger Arbeit genau. Bei einem weiteren Landgang am 15. November hisst er in der Mercury Bay den Union Jack und nimmt damit das Land für die britische Krone in Besitz.
- 25. Dezember: James Cook sichtet die Poor Knights Islands.

#### Weitere Weltumsegelungen
- 16. März: Nach einer Weltumrundung von zwei Jahren und vier Monaten läuft die Fregatte Boudeuse unter der Leitung von Louis Antoine de Bougainville und ihr Begleitschiff Étoile in Saint-Malo im Nordwesten Frankreichs ein.
- 20. März: Philipp Carteret läuft mit seinem kaum noch seetüchtigen Schiff HMS Swallow nach seiner zweiten Weltumrundung in der englischen Stadt Spithead ein. Auf seiner Reise ist er vom Hauptschiff Dolphin, das von Samuel Wallis befehligt worden ist, getrennt worden. Am 20. Februar ist die englische Expedition der schnelleren Expedition Bougainvilles auf dem Atlantik begegnet.

#### Amerikanische Kolonien

##### Vizekönigreich Neuspanien

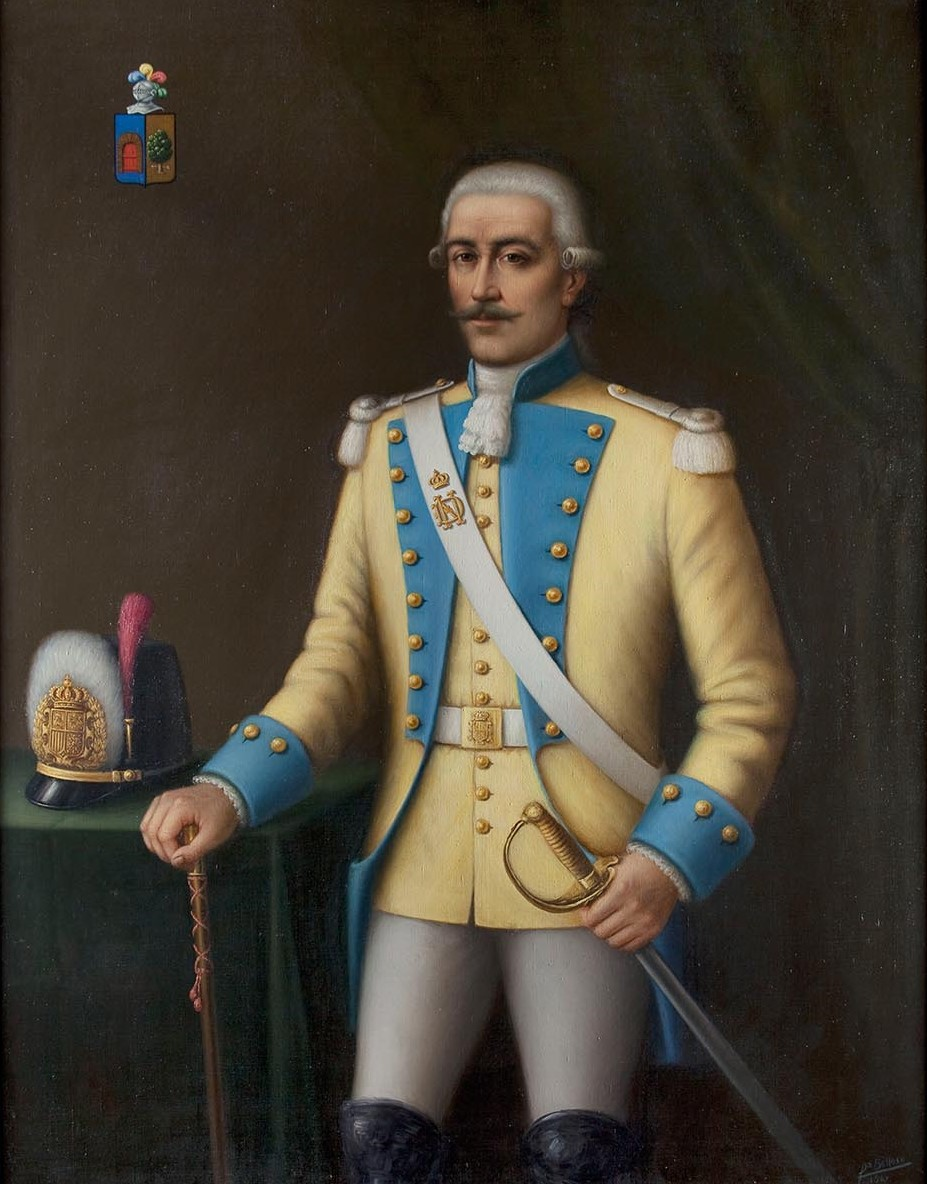
Gaspar de Portolà

- 10. Januar: Im Auftrag von José de Gálvez y Gallardo, visitador general des Vizekönigreichs Neuspanien, segelt Gaspar de Portolà von La Paz aus nach Norden, um die Besitzungen Spaniens an der Pazifikküste auszudehnen und den Einfluss von Großbritannien und Russland im Raum des Pazifischen Ozeans zurückzudrängen. Am 15. Februar folgt ein weiteres Schiff. Zu Land beginnt der Vorstoß am 24. März unter der Führung von Fernando Rivera y Moncada und am 15. Mai unter der Führung von Portolà von der Mission San Fernando Velicata aus. Portolà wird von Ordensbürdern und Missionaren sowie Soldaten begleitet. Auch der Franziskaner Junípero Serra gehört zur Expedition. Das erste Schiff erreicht die Bucht von San Diego am 11. April. Gaspar de Portolá folgt im Juni und errichtet einen Militärposten und Junípero Serra gründet am 16. Juli die Mission San Diego de Alcalá und feiert dort eine erste Messe, was als Gründungsdatum für San Diego gilt.
- 14. Juli: Gaspar de Portolà bricht von San Diego aus auf und macht sich auf El Camino Real, dem Königsweg, auf die Suche nach der Bucht von Monterey. Über Santa Monica erreicht er am 19. August Santa Barbara. Sie ziehen weiter über San Simeon und erreichen schließlich am 1. Oktober nach einem Marsch von ungefähr tausend Meilen nach Norden die Mündung des Salinas River nördlich von Monterey. Der Nebel verschleiert jedoch die Küste, sodass sie noch weitermarschieren, bis sie die San Francisco Bay und die heute als Golden Gate bekannte Meerenge erreichen. Anschließend marschieren sie wieder nach Süden.
- Die Spanier übernehmen nach einer Rebellion französischer Siedler neuerlich die Herrschaft in Louisiana. Die spanische Gesetzessammlung Las Siete Partidas und das Coartación regeln auch die Sklaverei in Spanisch-Louisiana. Das spanische Freilassungsrecht ist weitaus liberaler als das französische und ermöglicht es den Sklaven auch, ihre Freilassung selbst zu beantragen bzw. einen Selbstkauf einzuklagen.

##### Britische Kolonien

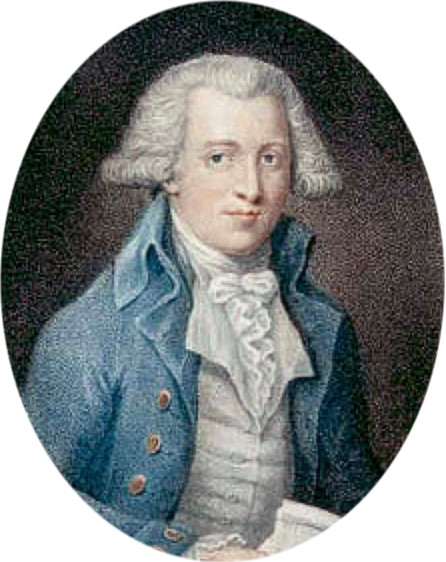
Samuel Hearne

- 6. November: Samuel Hearne unternimmt im Auftrag der Hudson’s Bay Company eine Überlandexpedition mit dem Ziel, einen Nachweis für die Nordwestpassage zu erbringen, die Kupferminen am Coppermine River zu untersuchen, die durchstreifte Landstriche zu erforschen sowie die Indianerstämme zu Handelsbeziehungen mit der Hudson’s Bay Company zu bewegen. Die Größe der Expedition und die Mitnahme von zu viel Ausrüstung führen zur Desertion seiner indianischen Begleiter und dem Scheitern der Expedition.
- In Pennsylvania wird die Stadt Monongahela gegründet.

##### Falklandkrise
- November: Zwischen Großbritannien und Spanien beginnt die Falklandkrise, als das spanische Schiff San Felipe unter Kapitän Angel Santos zwischen West- und Ostfalkland auf die britische Sloop Tamar trifft. Deren Kommandant Anthony Hunt lädt Santos zu sich an Bord ein, wo er ihn jedoch kurzzeitig festsetzt, ehe er ihn mit der Aufforderung entlässt, mit seinem Schiff die Falklandinseln zu verlassen. In der Folge behaupten beide Nationen Besitzrechte an den Inseln.

### Wirtschaft
- 5. Januar: James Watt erhält ein Patent für die erste direktwirkende Niederdruck-Dampfmaschine.
- Der Schotte Alexander Gordon gründet im Londoner Stadtteil Southwark eine Destillerie, die später als Gordon’s Gin Bekanntheit erlangt.

### Wissenschaft und Technik

#### Astronomie

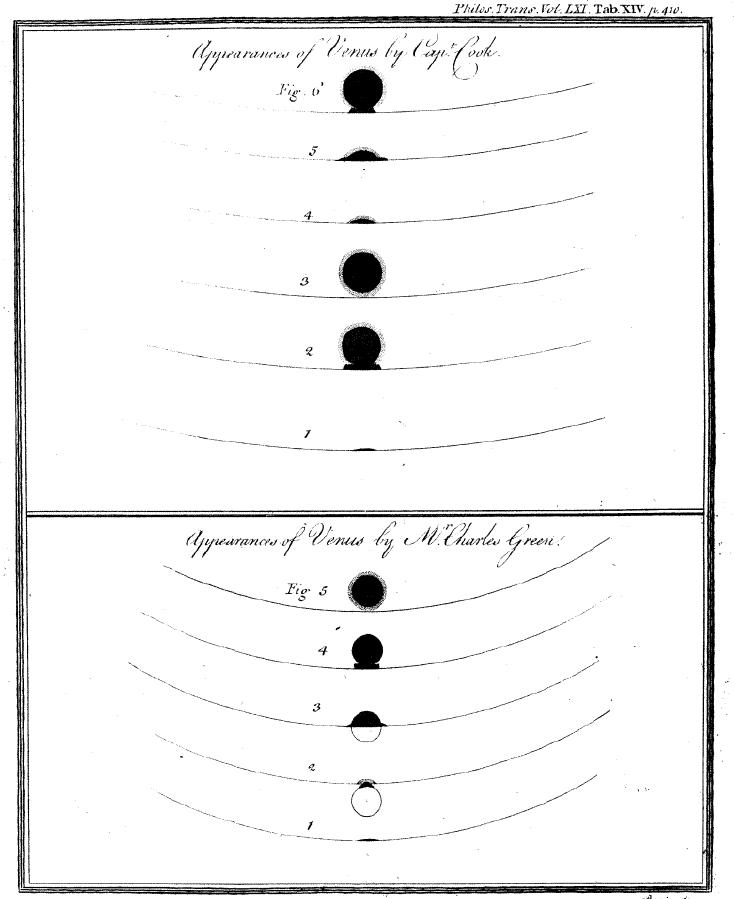
Die von James Cook und Charles Green auf Tahiti beobachtete Erscheinung der Venus am Sonnenrand

- 3. Juni: Der Venustransit des Jahres 1769 wird von zahlreichen Expeditionen rund um die Welt beobachtet. Insgesamt liefern 77 Stationen verwertbare Beobachtungsdaten. Die Ergebnisse fallen deutlich besser aus als 1761, verschiedene Auswerter erhalten allerdings aufgrund unterschiedlicher Rechenmethoden und verschiedener Arten, die Daten zu kombinieren, nach wie vor merklich voneinander abweichende Resultate.

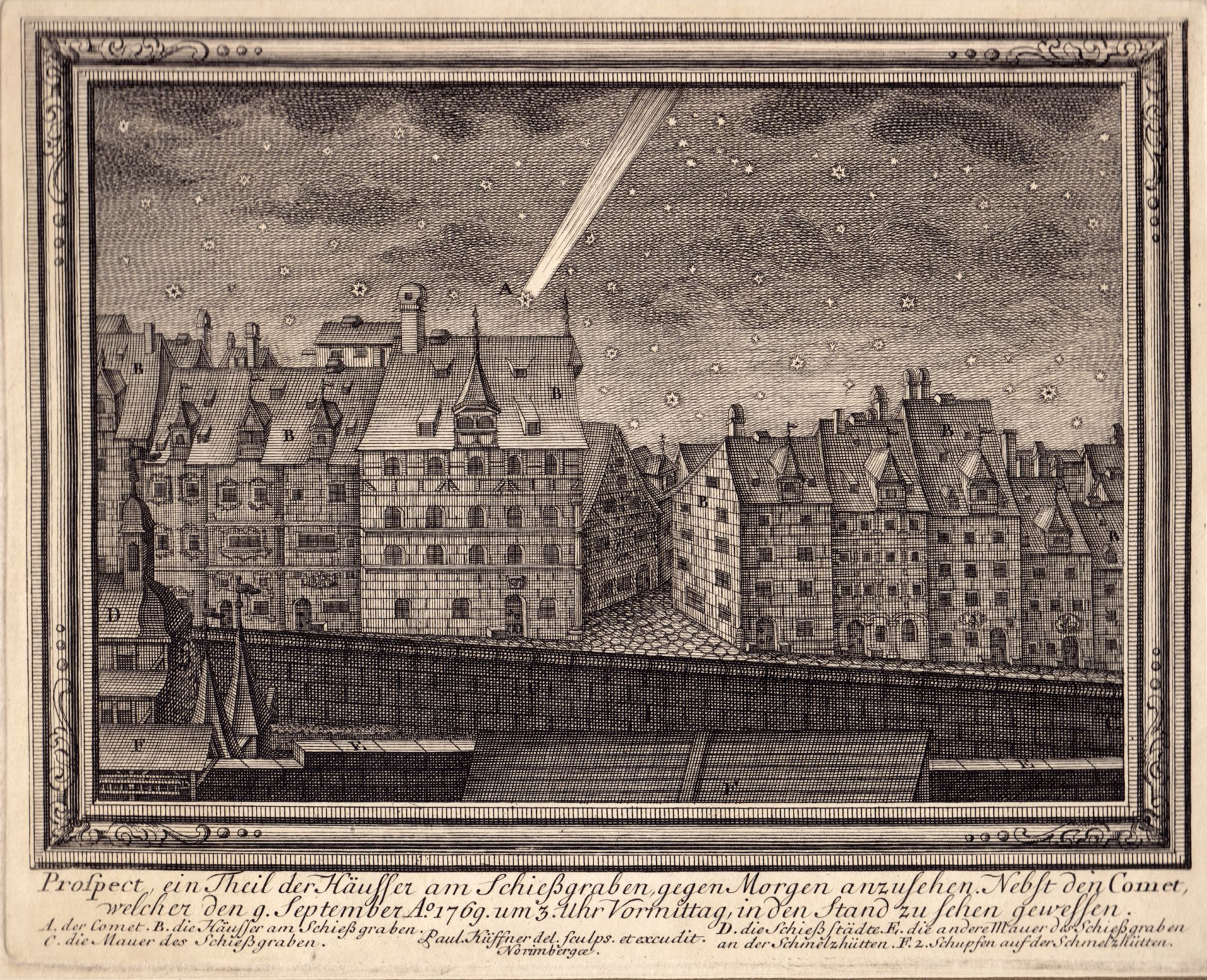
Der Große Komet am Morgen des 9. September 1769 über Nürnberg

- 8. August: Charles Messier entdeckt Komet 1769 Messier, den Großen Kometen von 1769. In den nächsten Monaten wird der Komet von zahlreichen Menschen auf der ganzen Welt sowohl mit Teleskopen als auch freiäugig beobachtet. Am 10. September erreicht er seinen erdnächsten Punkt, am 22. September seine maximale scheinbare Helligkeit von 0 mag. Die letzte Beobachtung erfolgt am 3. Dezember durch Pehr Wilhelm Wargentin.
- Aus den weltweit gesammelten Beobachtungen des Venusdurchgangs berechnet Placidus Fixlmillner, Benediktinerpater und Direktor der Sternwarte Kremsmünster, den Abstand zwischen Erde und Sonne (Astronomische Einheit) zu 154,05 Millionen Kilometer, was zu diesem Zeitpunkt mit einer Abweichung vom heute gültigen Wert um nur 3 % der genaueste Wert ist.

#### Technische Erfindungen
- Nicholas Cugnot stellt seinen Dampfwagen in Paris vor. Die erste Fahrt endet an einer Mauer.
- Richard Arkwright erhält ein Patent auf die Spinnmaschine Waterframe, die mit der Automatisierung der Textilproduktion die Industrielle Revolution einläutet.

#### Lehre und Forschung
- 13. Dezember: Das Dartmouth College wird gegründet.
- Maria Theresia gründet an der von Péter Pázmány 1635 gegründeten Universität in Nagyszombat in Ungarn eine medizinische Fakultät, die sich später zur Semmelweis-Universität entwickeln wird.
- Die Universität Pont-à-Mousson wird durch königliches Edikt nach Nancy verlegt und damit die Universität Nancy gegründet.

### Kultur
- 5. Januar: Mit dem Stück Lucile von Jean François Marmontel hat auch das Lied Où peut on être mieux qu’au sein de sa famille seine Uraufführung, das zur inoffiziellen Hymne Frankreichs während der Restaurationszeit wird.
- 1. Mai: mit einjähriger Verspätung erfolgt in Salzburg die Uraufführung der von Wolfgang Amadeus Mozart auf Anregung von Kaiser Joseph II. komponierten opera buffa La finta semplice. Gerüchte, das Werk habe in Wirklichkeit nicht der 12-jährige Wolferl selbst, sondern sein Vater komponiert, haben die Aufführung verzögert. Das Libretto stammt von Marco Coltellini.
- 22. Juni: Das Drama Ugolino von Heinrich Wilhelm von Gerstenberg hat seine Uraufführung in Berlin.
- 9. Juli: Das von Jakob Ignaz Hittorff erbaute Théâtre de l’Ambigu-Comique am Boulevard du Temple in Paris wird eröffnet. Wegen seiner Konkurrenz zu den privilegierten Theatern hat es bald mit Verboten zu kämpfen.
- 9. Dezember: Das Theatre Royal in Edinburgh wird eröffnet. Das Ereignis wird von James Boswell in Versen festgehalten.

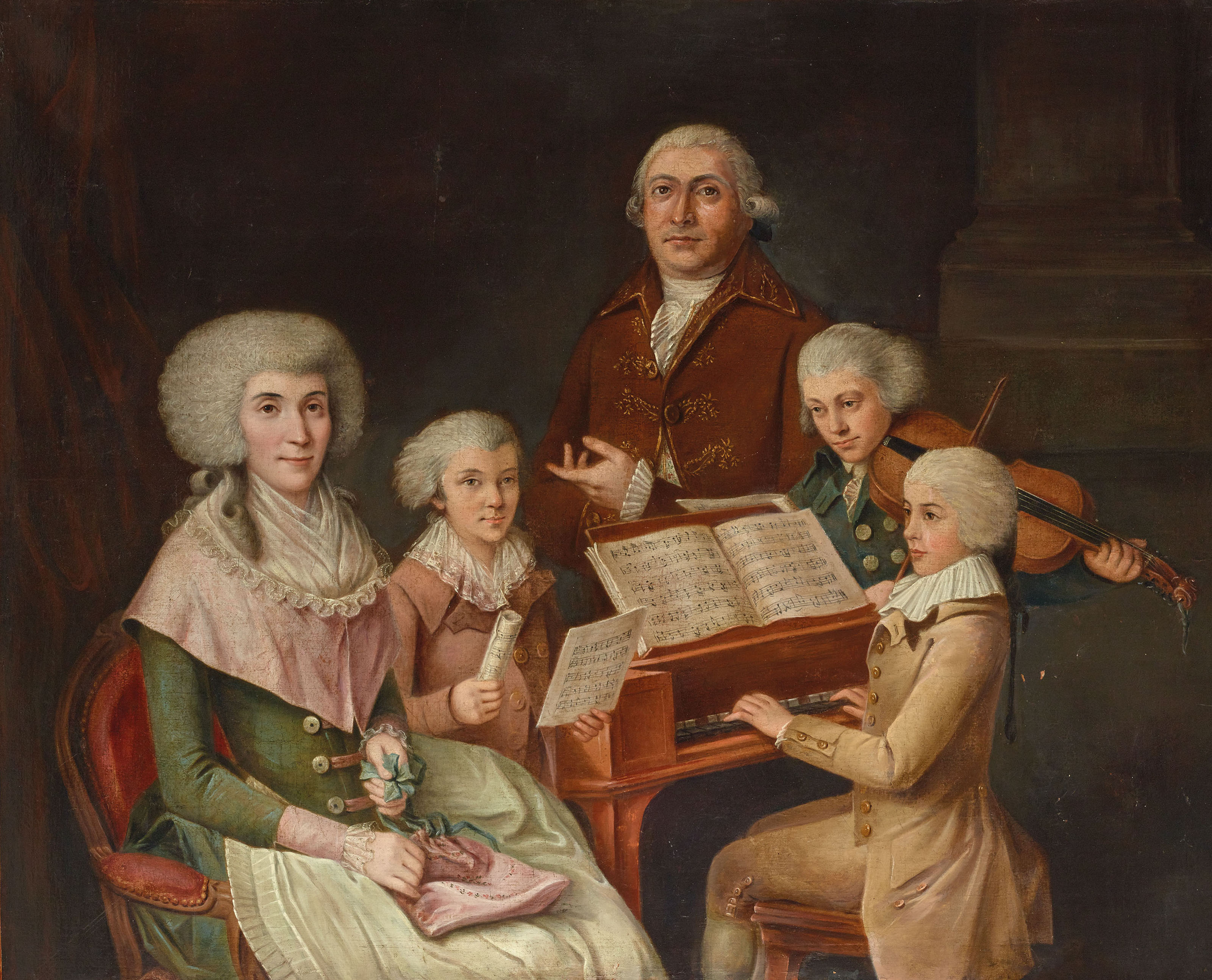
Mozart (am Klavier) musiziert mit dem gleichaltrigen Thomas Linley junior (Violine), Florenz 1770

- 13. Dezember: Wolfgang Amadeus Mozart bricht mit seinem Vater zu seiner ersten Italienreise auf.

### Gesellschaft

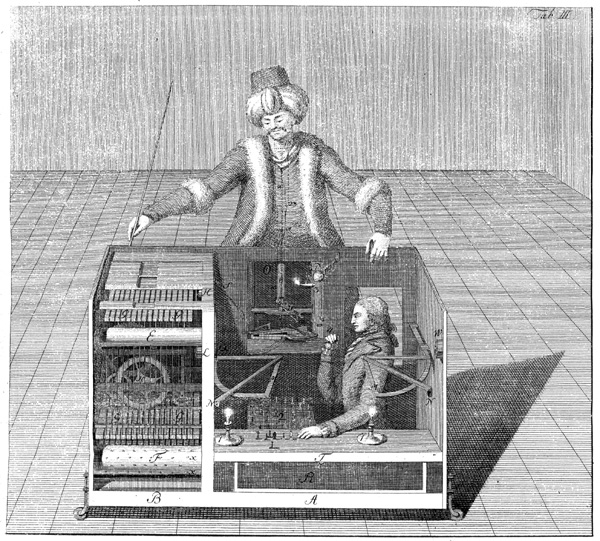
Kupferstich des „Schachtürken“ von Racknitz

- Der Erfinder Baron Wolfgang von Kempelen (1734–1804) konstruiert einen „Schachautomaten“, in dem sich jedoch ein kleinwüchsiger Schachspieler verbirgt. Der sogenannte „Schachtürke“ ist eine mögliche Deutung für die Redewendung „etwas türken“ beziehungsweise „einen Türken bauen“.
- Der Königliche Weinberg am Klausberg' wird im Auftrag von Friedrich dem Großen in Potsdam angelegt. Auf ihm werden Obst und Reben für die Versorgung des königlichen Hofes am nahegelegenen Schloss Sanssouci mit frischen Früchten angebaut.
- Das Royal Clarence Hotel in Exeter wird als Assembly Rooms errichtet.

### Religion

Das Wappen Clemens’ XIV.

- 19. Februar bis 19. Mai: Lorenzo Ganganelli wird nach dreimonatigem Konklave und 185 Wahlgängen unter dem Namen Clemens XIV. zum Papst gewählt. Er löst den am 2. Februar gestorbenen Clemens XIII. ab. Am 28. Mai wird er zum Bischof geweiht, am 4. Juni besteigt er den päpstlichen Thron.
- 12. September: Mit seiner ersten Enzyklika Decet quam maxime wendet sich der neue Papst an die Bischöfe des Königreichs Sardinien. Darin prangert er den zunehmenden Missbrauch von an die Bischöfe geleisteten Steuern und Abgaben an.
- 12. Dezember: Papst Clemens XIV. veröffentlicht die Enzyklika Cum summi apostolatus, mit dem er die Tradition des Heiligen Jahres aufgreift. Mit gleichem Datum veröffentlicht er auch die damit eng in Zusammenhang stehende Enzyklika Inscrutabili divinae sapientiae, mit der er auf die Notwendigkeit eines Jubeljahres hinweist.

## Geboren

### Erstes Quartal
- 01. Januar: Jane Marcet, britische Autorin populärwissenschaftlicher Sachbücher († 1858)
- 01. Januar: Johann Caspar Rahn, Schweizer Kunstmaler und Zeichenlehrer († 1840)
- 05. Januar: Ludwig Adolf Peter zu Sayn-Wittgenstein, russischer Generalfeldmarschall († 1843)
- 10. Januar: Michel Ney, französischer Offizier, Marschall von Frankreich, Herzog von Elchingen, Fürst von der Moskwa († 1815)
- 12. Januar: August Gottlob Eberhard, deutscher Dichter und Schriftsteller († 1845)
- 21. Januar: Ignacio Allende, mexikanischer Aufständischer und Revolutionär († 1811)
- 30. Januar: Dietrich von Miltitz, preußischer General und Begründer des Scharfenberger Kreises († 1853)
- 31. Januar: Charles Cutts, US-amerikanischer Politiker († 1846)
- 31. Januar: André-Jacques Garnerin, französischer Luftfahrtpionier, Fallschirmspringer und Erfinder († 1823)
- 06. Februar: Friedrich Jakob Koch, deutscher evangelischer Geistlicher († 1829)
- 06. Februar: Ludwig von Wallmoden-Gimborn, österreichischer General der Kavallerie († 1862)
- 09. Februar: George W. Campbell, US-amerikanischer Politiker, Finanzminister († 1848)
- 09. Februar: Susette Gontard, Geliebte des Dichters Friedrich Hölderlin († 1802)
- 13. Februar: Iwan Krylow, russischer Fabeldichter († 1844)
- 13. Februar: José Antonio Picasarri, argentinischer Geistlicher und Musiker († 1843)
- 17. Februar: Johannes Baptista von Albertini, deutscher evangelischer Theologe, Bischof der Herrnhuter Brüdergemeine und Mykologe († 1831)
- 17. Februar: Carl Joseph Pratobevera, österreichischer Jurist († 1853)
- 23. Februar: Pauline Christine Wilhelmine zur Lippe, Regentin des deutschen Fürstentums Lippe († 1820)
- 01. März: François Séverin Marceau, französischer General († 1796)
- 03. März: Laurent Mourguet, französischer Figurenspieler und Schöpfer verschiedener berühmter Handpuppen († 1844)
- 11. März: Hans Joachim Steinmann, Bürgermeister in St. Gallen († 1836)
- 12. März: Archibald Campbell, britischer General († 1843)
- 23. März: Augustin-Daniel Belliard, französischer General († 1832)
- 23. März: William Smith, englischer Ingenieur und Geologe († 1839)
- 24. März: Christian August Scheller, Geheimer Justizrat († 1848)
- 28. März: Adolph Wilhelm Schack von Staffeldt, dänischer romantische Dichter († 1826)
- 28. März: Friedrich Georg von Stein, deutscher Offizier und Gutsbesitzer († 1851)
- 29. März: Friedrich Accum, deutscher Chemiker († 1838)
- 29. März: Nicolas Jean-de-Dieu Soult, französischer General und Marschall von Frankreich († 1851)

### Zweites Quartal
- 01. April: Franz Xaver von Pflummern, bayerischer Beamter († 1851)
- 02. April: Georg Walter Vincent von Wiese, preußischer Vizekanzler des Fürstenhauses Reuß zu Gera († 1824)
- 03. April: Friedrich Christian von Bachmann, preußischer Beamter († ?)
- 03. April: Christian Günther von Bernstorff, dänischer und preußischer Staatsmann († 1835)
- 05. April: Thomas Masterman Hardy, britischer Marineoffizier, Admiral († 1839)
- 05. April: Johann Georg Henle, deutscher Rotgerbermeister und Stifter († 1852)
- 11. April: František Vladislav Hek, tschechischer Patriot, Dichter und Publizist († 1847)
- 11. April: Jean Lannes, französischer General, Marschall von Frankreich († 1809)
- 12. April: Antoine-Frédéric Larguier des Bancels, französischer Kaufmann, Reeder und Sklavenhändler († 1800)
- 13. April: Thomas Lawrence, britischer Maler († 1830)
- 14. April: Barthélemy-Catherine Joubert, französischer General († 1799)
- 16. April: Bahne Asmussen, friesischer Pastor, Dichter, und Lehrer († 1844)
- 19. April: Johann Erdwin Christoph Ebermaier, deutscher Mediziner und Botaniker († 1825)
- 24. April: Johann Wilhelm Aschenberg, deutscher Pfarrer († 1819)
- 25. April: Marc Isambard Brunel, britischer Ingenieur, Architekt und Erfinder († 1849)
- 27. April: Fjodor Petrowitsch Uwarow, russischer General und Diplomat († 1824)
- 01. Mai: Vinzenz Rüttimann, Schweizer Politiker († 1844)

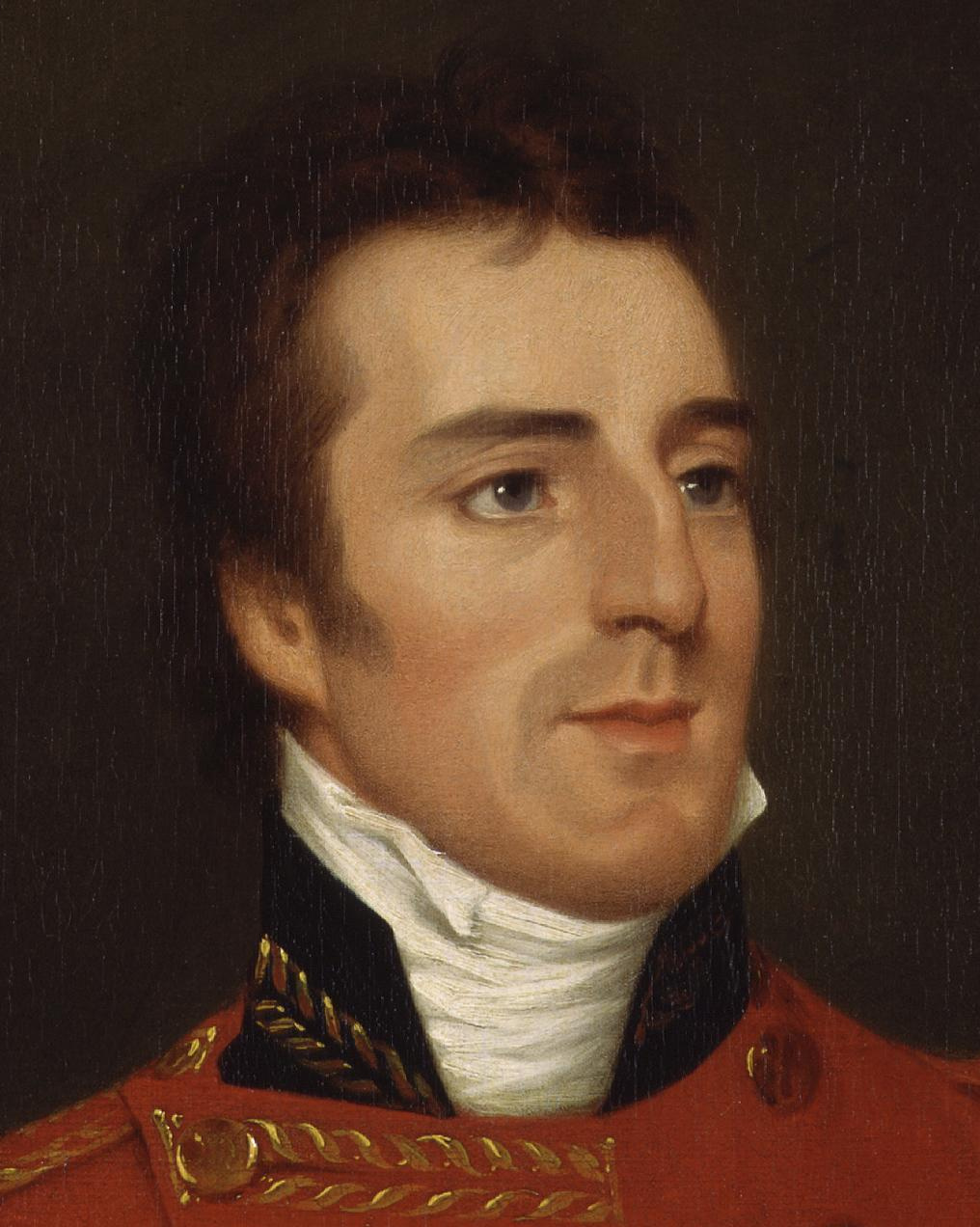
Arthur Wellesley, 1. Duke of Wellington

- 01. Mai: Arthur Wellesley, 1. Duke of Wellington, britischer General und Staatsmann († 1852)
- 02. Mai: Amadeus Wenzel Böhm, Kupferstecher und Illustrator († 1823)
- 06. Mai: Ferdinand III.,  Großherzog der Toskana, Kurfürst von Salzburg und Großherzog von Würzburg († 1824)
- 06. Mai: Jean Nicolas Pierre Hachette, französischer Mathematiker († 1834)
- 11. Mai: Samuel Ludwig Löffler, deutscher Beamter († 1836)
- 23. Mai: Ludwig David Jacoby, deutscher Kunsthändler und Verleger († 1848)
- 25. Mai: Friedrich von der Decken, hannoverischer Generalfeldzeugmeister und Diplomat († 1840)
- 27. Mai: Gustav Alexander Bielitz, deutscher Jurist († 1841)
- 30. Mai: Friedrich Hansmann, Berliner Ehrenbürger († 1836)
- 31. Mai: Johann Traugott Leberecht Danz, deutscher lutherischer Kirchenhistoriker und Theologe († 1851)
- 01. Juni: Joseph Xaver Elsner, polnischer Komponist († 1854)
- 05. Juni: Edward Daniel Clarke, englischer Mineraloge († 1822)
- 10. Juni: Jean-François Vuarin, Schweizer römisch-katholischer Geistlicher († 1843)
- 15. Juni: Jean-Baptiste Berton, französischer General († 1822)
- 18. Juni: Robert Stewart, englischer Staatsmann († 1822)
- 24. Juni: August Ferdinand Bernhardi, deutscher Sprachforscher und Schriftsteller († 1820)
- 25. Juni: Ferdinand Friedrich, Herzog von Anhalt-Köthen († 1830)
- 26. Juni: George Samuel Browne, 8. Viscount Montagu, englischer Lord und Tourist († 1793)
- 30. Juni: Pierre Derbigny, US-amerikanischer Politiker, Gouverneur von Louisiana († 1829)

### Drittes Quartal
- 01. Juli: Giovanni Salucci, italienischer Architekt († 1845)
- 16. Juli: Elizabeth Conyngham, Marchioness Conyngham, Mätresse von König Georg IV. von Großbritannien († 1861)
- 23. Juli: Alexei Titow, russischer Komponist († 1827)
- 26. Juli: August Wilhelm Zachariä, deutscher Lehrer und Flugpionier († 1823)
- 28. Juli: Hudson Lowe, britischer General und Gouverneur von St. Helena († 1844)
- 04. August: Wassili Stassow, russischer Baumeister († 1848)
- 05. August: Wilhelm Carl Ferdinand von Ahlefeldt-Laurvigen, Domherr des Domkapitels des Lübecker Doms († 1852)
- 06. August: Bernhard Jacob Friedrich von Halem, preußischer und französischer Beamter und Übersetzer († 1823)
- 07. August: Karl Kajetan von Gaisruck, Erzbischof von Mailand und Kardinal († 1846)
- 07. August: Johann Christian August Grohmann, deutscher Philosoph, Psychologe und Rhetoriker († 1847)

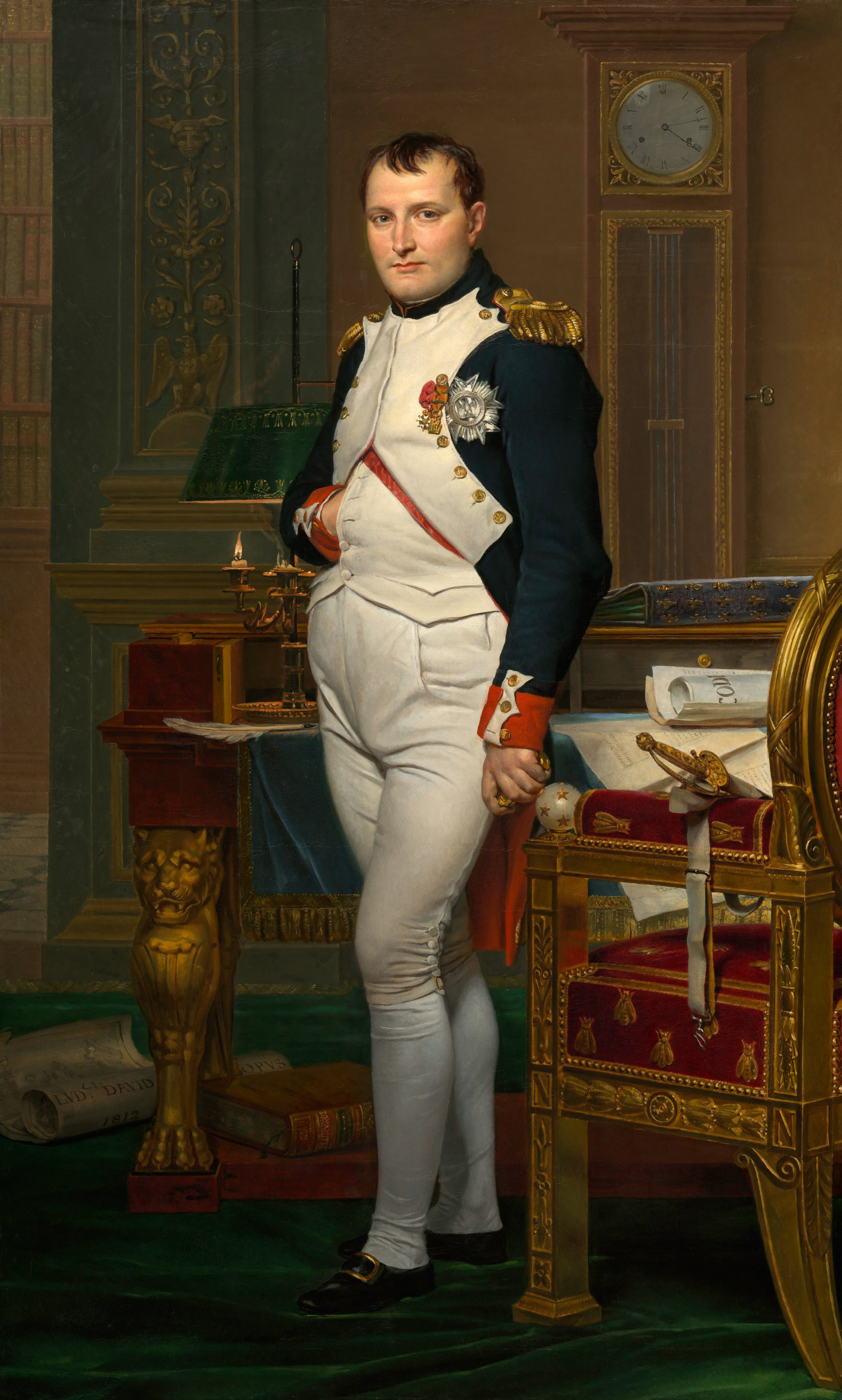
Napoleon Bonaparte, 1812

- 12. August: Ludwig Wilhelm Gilbert, deutscher Physiker († 1824)
- 15. August: Napoleone Buonaparte, korsischer Adeliger, französischer General und Kaiser der Franzosen († 1821)
- 15. August: Johann Philipp von Ladenberg, Berliner Ehrenbürger († 1847)
- 17. August: Peter Alois Gratz, bayrischer katholischer Bibelwissenschaftler († 1849)

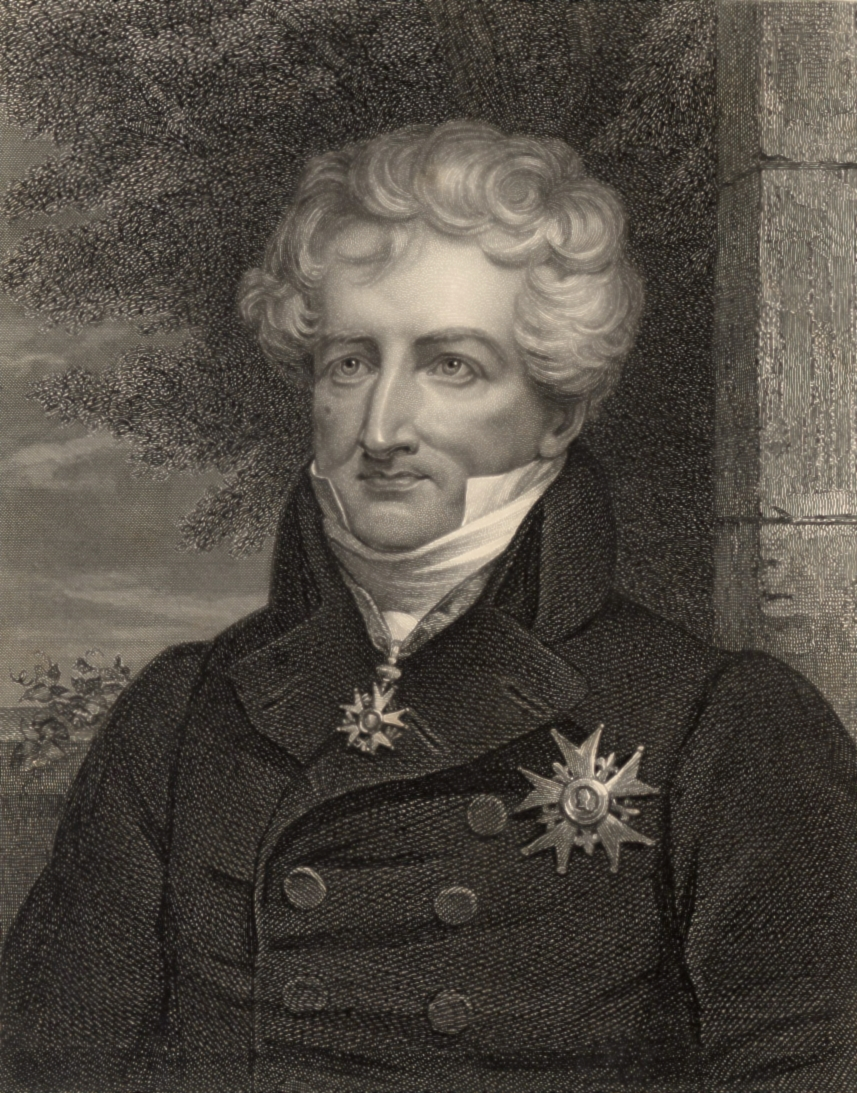
Georges Cuvier

- 23. August: Georges Cuvier, französischer Naturforscher († 1832)
- 23. August: Karl Georg Maaßen, preußischer Jurist, Politiker und Mitinitiator des deutschen Zollvereins († 1834)
- 27. August: Johann Adam Freiherr von Aretin, bayrischer Politiker († 1822)
- 30. August: Bonifazio Asioli, italienischer Musiktheoretiker, Musikpädagoge, Cembalist, Kapellmeister und Komponist († 1832)
- 05. September: Johann Hüsgen, preußischer Priester und Generalvikar († 1841)
- 07. September: Caroline Pichler, österreichische Schriftstellerin († 1843)
- 08. September: Johann Horkel, deutscher Mediziner und Pflanzenphysiologe († 1846)
- 08. September: Mariano de Urquijo y Muga, spanischer Politiker und Vertreter der Aufklärung († 1817)
- 09. September: Cornelis Felix van Maanen, niederländischer Staatsmann († 1846)
- 09. September: Iwan Kotljarewskyj, ukrainischer Dichter († 1838)
- 11. September: Johann Erdmann Hummel, deutscher Maler († 1852)

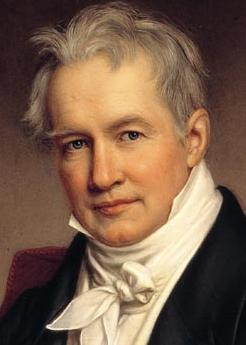
Alexander von Humboldt, 1843

- 14. September: Alexander von Humboldt, deutscher Naturforscher und Entdecker († 1859)
- 16. September: Karl Albert von Kamptz, preußischer Staats- und Justizminister († 1849)

### Viertes Quartal
- 02. Oktober: Joseph McIlvaine, US-amerikanischer Politiker († 1826)
- 06. Oktober: Isaac Brock, britischer General († 1812)
- 10. Oktober: Benjamin Christoph Gimmerthal, deutscher evangelischer Geistlicher († 1837)
- 23. Oktober: James Ward, britischer Maler († 1859)
- 24. Oktober: James Pleasants, US-amerikanischer Politiker († 1836)
- 26. Oktober: Friedrich Reinhard Ricklefs, deutscher Altphilologe und Gymnasialdirektor († 1827)
- 28. Oktober: Simón Rodríguez, venezolanischer Pädagoge, Philosoph, Utopischer Sozialist und Hauslehrer († 1854)
- 28. Oktober: Johann Christian Stark der Jüngere, deutscher Mediziner († 1837)
- 29. Oktober: Georg von Hofmann, österreichischer Dramatiker und Librettist († 1845)
- 01. November: Garlieb Helwig Merkel, deutsch-baltischer Publizist und Schriftsteller († 1850)
- 03. November: Ernst Gottlieb Bengel, deutscher Theologe († 1826)
- 08. November: Michael Bille, dänisch-norwegischer und preußischer Marineoffizier († 1845)
- 18. November: August Christian Friedrich, Herzog von Anhalt-Köthen († 1812)
- 19. November: Elise Bürger, württembergische Dichterin, dritte Ehefrau von Gottfried August Bürger († 1833)
- 15. Dezember: Johann Bernhard Jacob Behrends, deutscher Mediziner († 1823)
- 17. Dezember: Christian Friedrich von Cochenhausen, hessischer Generalleutnant und Kriegsminister, Bibliotheksgründer († 1839)
- 22. Dezember: Franz Abart, Südtiroler Bildhauer († 1863)
- 22. Dezember: Johann Philipp Christian Aulenbach, deutscher Pfarrer und Dichter († 1844)
- 24. Dezember: Franz Alexander von Kleist, preußischer Dichter († 1797)
- 26. Dezember: Ernst Moritz Arndt, deutscher Gelehrter und nationaler Dichter († 1860)
- Dezember: James Lloyd, US-amerikanischer Politiker († 1831)

### Genaues Geburtsdatum unbekannt
- George Anson, britischer Politiker († 1849)
- John Roger Arnold, englischer Uhrmacher († 1843)
- Carl Friedrich Ballhorn der Jüngere, preußischer Jurist und Beamter († 1844)
- Christoph Franz Dangel, deutscher Jurist und Politiker († 1841)
- William Daniell, britischer Maler († 1837)
- Álvaro Flórez Estrada, spanischer Nationalökonom († 1853)
- Joseph Haslet, US-amerikanischer Politiker († 1823)
- Daniil Kaschin, russischer Komponist († 1841)
- Karel Postl, tschechischer klassischer Landschaftsmaler, Zeichner und Graphiker († 1818)
- Henry S. Thibodaux, US-amerikanischer Politiker († 1827)
- Nicholas Ware, US-amerikanischer Politiker († 1824)

## Gestorben

### Erstes Halbjahr
- 07. Januar: Johann Thomas Wagner, deutscher Bildhauer (* 1691)
- 16. Januar: Johan Pasch, schwedischer Maler (* 1706)
- 20. Januar: Friedrich Christian, Markgraf von Brandenburg-Bayreuth (* 1708)
- 24. Januar: Marie Elisabeth von Ahlefeldt, Konventualin und Hofdame der Prinzessin Louise von Dänemark und Norwegen (* 1719)
- 27. Januar: Matthias Amoor, niederländischer Orgelbauer in Groningen
- 02. Februar: Carlo (della Torre) Rezzonico, unter dem Namen Clemens XIII. Papst (* 1693)
- 04. Februar: Friedrich Wilhelm von Oppel, kursächsischer Oberberghauptmann (* 1720)
- 06. Februar: Georg Friedrich Baermann, deutscher Mathematiker (* 1717)
- 13. Februar: Johann Hildebrand Withof, preußischer Professor für Beredsamkeit und Geschichte in Duisburg (* 1694)
- 15. Februar: Johann Balthasar Bernhold, deutscher evangelischer Geistlicher und Hochschullehrer (* 1687)
- 01. März: Willibald Krieger, deutscher Jesuit, Theologe, Philosoph und Physiker (* 1685)
- 15. März: Franz Leonhard Roth, Bürgermeister von Heilbronn (* 1706)
- 03. April: Gerhard Tersteegen, deutscher Mystiker und Dichter von Kirchenliedern (* 1697)
- 03. April: Johann Conrad Wirz, Schweizer Zürcher Antistes (* 1688)
- 11. April: Anna Canalis di Cumiana, morganatische Ehefrau des Königs Viktor Amadeus II. von Sardinien (* 1680)
- 20. April: Pontiac, (Kriegs-)Häuptling vom Stamm der Ottawa (* zwischen 1712 und 1720)
- 24. April: Philipp Friedrich Hiller, deutscher Pfarrer und Kirchenlieddichter (* 1699)
- 05. Mai: Carl Gottfried Bastineller, preußischer Geheimer Oberrechnungsrat und Geheimer Kriegs- und Domänenrat (* 1703)
- 14. Mai: Joas I., Negus negest (Kaiser) von Äthiopien (* 1755)
- 16. Mai: Andreas Rehberger, deutscher evangelischer Geistlicher und Kirchenlieddichter (* 1716)
- 31. Mai: Francesco Fontebasso, venezianischer Maler (* 1707)
- 04. Juni: Giambattista Lolli, italienischer Schachspieler (* 1698)
- 17. Juni: Gustav Friedrich von Rosen, livländischer General in schwedischen Diensten (* 1688)

### Zweites Halbjahr
- 18. Juli: Christoph Jacob Trew deutscher Arzt und Botaniker (* 1695)
- 29. Juli: Andreas Elias Büchner, deutscher Mediziner (* 1701)
- 01. August: Jean Chappe d’Auteroche, französischer Astronom (* 1728)
- 11. September: Henry Moore, 1. Baronet, britischer Gouverneur der Provinzen Jamaika und New York (* 1713)
- 01. Oktober: William Pitkin, britischer Politiker und Gouverneur der Colony of Connecticut (* 1694)
- 12. Oktober: Johann Christian Ernesti, deutscher evangelischer Theologe (* 1695)
- 13. Oktober: Vito D’Anna, sizilianischer Maler (* 1718)
- 14. Oktober: Francesco Corradini, italienischer Komponist (* um 1700)
- 18. Oktober: Yohannes II., Negus negest (Kaiser) von Äthiopien (* 1699)
- 21. Oktober: Johann Samuel Agner, deutscher Geistlicher und Schriftsteller (* 1701)
- 23. Oktober: François de Roches, Schweizer evangelischer Geistlicher und Hochschullehrer (* 1701)
- 06. November: Carl Friedrich Kaltschmied, deutscher Mediziner (* 1706)
- 23. November: Constantin Mavrocordat, Fürst der Walachei und Fürst von Moldau (* 1711)
- 27. November: Kamo no Mabuchi, japanischer Dichter und Literaturwissenschaftler (* 1697)
- 30. November: Diane-Adélaïde de Mailly-Nesle, französische Adelige und Mätresse Ludwigs XV. (* 1714)
- 08. Dezember: Joseph Friedrich Ernst, Fürst von Hohenzollern-Sigmaringen (* 1702)
- 13. Dezember: Christian Fürchtegott Gellert, deutscher Dichter (* 1715)

### Genaues Todesdatum unbekannt
- Chevalier d’Herbain, französischer Komponist (* um 1730–34)